# Jana Máchalová
Jana Máchalová (* 18. května 1952 Praha) je česká spisovatelka a publicistka. Je přední českou odbornicí na dějiny módy, zejména 20. a 21. století, a módní trendy v kontextu kultury a životního stylu.

## Život
Po maturitě na gymnáziu F. X. Šaldy v Liberci (1970) absolvovala Vysokou školu strojní a textilní v Liberci (1975). V letech 1976–1987 působila ve Výzkumném ústavu textilním, kde se podílela na dvou patentech v oboru pletenotkanin (Úřad pro vynálezy a objevy v Praze, 1986/230461 a 1990/259476). V letech 1978–1981 studovala postgraduálně estetiku se zaměřením na výtvarné umění u prof. Miloše Jůzla na Filozofické fakultě Univerzity Karlovy. V letech 1987–2002 byla zaměstnána v Ústavu bytové a oděvní kultury (ÚBOK) v Praze, kde se specializovala na světovou módu a módní trendy 20. století. Od roku 2002 působí na volné noze, publikuje] a přednáší na kulturní témata.
Od začátku 90. let pravidelně navštěvuje světové módní veletrhy v Itálii a Francii, publikuje články o dění a trendech ve světě módy a referuje o významných zahraničních uměleckých výstavách. V roce 1995 jí British Council umožnil stáž ve Skotsku a na Vnějších Hebridách, kde se seznámila s produkcí textilií harris tweed a tartan.
Pro odbornou veřejnost pořádá od roku 2002 pravidelné módní semináře o vztahu módního návrhářství v kontextu dějin umění a společenských věd, analyzuje vývoj oděvních trendů v mezinárodním měřítku ve 20. století a referuje o prognózách jejich vývoje v blízké budoucnosti. Přednášela na českých, moravských a slovenských univerzitách (na katedře fotografie Slezské univerzity, na katedře psychologie FF UK, na oděvním ateliéru UMPRUM, na katedře prostorového designu Univerzity Tomáše Bati ve Zlíně, na Vysoké škole výtvarných umění v Bratislavě). Od roku 2022 přednáší společně s Julií Štybnarovou předmět „Oděv a módní fotografie jako prostředky neverbální komunikace“ na katedře marketingové komunikace a public relations Fakulty sociálních věd Univerzity Karlovy.
Vystupuje ve veřejnoprávních (Česká televize, Český rozhlas) a soukromých médiích (TV Prima, Harper's Bazaar) na témata spojená s osobnostmi světové módy, trendů, životního stylu a kultury.
V literatuře debutovala básnickou sbírkou Návrat ztraceného odpoledne (Severočeské nakladatelství 1985), vydala soubor povídek Až příště mi to povíš (tamtéž 1988), básnické sbírky Navždycky zapykaná (Petr Kliment 1994), Zůstaň mi (Spolek českých bibliofilů 1994), Stín radosti (Aula 2010).
Je autorkou odborných publikací Módou posedlí (Moraviapress 2001), monografie z cyklu Dějiny módy z Nakladatelství Lidové noviny, Móda 20. století (Lidové noviny 2003), či publikace Budiž móda – Průvodce dějinami módy 20. a 21. století (Brána 2012). Recenzentka Denisa Kasl Kollmannová o knize Budiž móda napsala: „Budiž móda je spolehlivým průvodcem, který inteligentně odkrývá abecedu všeobecného povědomí, které bychom o módě měli mít.“ Je spoluautorkou knihy Móda v kruhu času (Grada 2016), která byla oceněna prémií Miroslava Ivanova za literaturu faktu. V 90. letech zpracovala řadu hesel o světových módních návrhářích pro encyklopedii Diderot a Ottovo nakladatelství.
Její časté pracovní cesty do Florencie ji přivedly ke studiu italské renesance. Výsledkem poznávacích cest po Itálii od Alp až na Sicílii byla kniha Příběhy slavných italských vil (KANT 2010), v níž na pozadí popisu architektury těchto staveb sleduje čtivou formou kulturní a politické dějiny italské renesance. V roce 2020 ve spolupráci s Ivanem Chvatíkem vydala knihu Příběhy slavných vil renesančního Říma (FILOSOFIA 2020).

## Dílo
- Návrat ztraceného odpoledne, Severočeské nakladatelství 1985, básnická sbírka
- Až příště mi to povíš, Severočeské nakladatelství 1988, sbírka povídek
- Navždycky zapykaná, Petr Kliment 1994, básnická sbírka
- Zůstaň mi, Spolek českých bibliofilů 1994, básnická sbírka
- Stín radosti, Aula 2010. ISBN 978-80-86751-04-7, básnická sbírka
- Příběhy slavných italských vil, KANT 2010, ISBN 978-80-7437-028-1
- Příběhy slavných vil renesančního Říma, FILOSOFIA 2020, ISBN 978-80-7007-595-1 (spolu s Ivanem Chvatíkem)
- Voices from the Sacred Grove, Praha, Aula 2017, ISBN 978-80-86751-32-0 (překlad do angličtiny)
- 聖なる森からの声, translation Shinichi Sohma, Prague, Aula 2019, ISBN 978-80-86751-42-9 (překlad do japonštiny)
- Voci dal Bosco Sacro di Bomarzo, Praga, Aula 2018, ISBN 978-80-86751-34-4 (překlad do italštiny)

Knižní publikace z dějin módy:
- Módou posedlí, Moraviapress 2001, ISBN 80-86181-47-2
- Móda 20. století, Lidové noviny 2003, ISBN 80-7106-587-0
- Budiž móda – Průvodce dějinami módy 20. a 21. století, Brána 2012, ISBN 978-80-7243-608-8
- Móda v kruhu času, Národní muzeum 2016, ISBN 978-80-7036-503-8 & Grada 2016, ISBN 978-80-271-0185-6 – sbírka textů spolu s Miroslavou Buriánovou, Helenou Heroldovou, Ondřejem Táborským a Markem Junkem